# Paul Kedelv
Paul Kedelv (* 12. April 1917 in Schweden; † 1990) war ein schwedischer Glaskünstler.

## Leben
Paul Kedelv begann 1931 als Zeichner in der Glashütte von Orrefors, wo er Schüler von Simon Gate und Edward Hald wurde. Er arbeitete auch für Notsjo in Finnland.
Von 1949 bis 1956 war Kedelv als künstlerischer Gestalter in der schwedischen Glasfabrik Flygsfors tätig, die erst Fensterglas produzierte, sich dann aber ab 1952 vermehrt auf mehrfarbiges Glas spezialisierte. In dieser Zeit erlangte die Glasfabrik dank der frei geformten Kreationen Kedelvs internationalen Ruf. Für seine Objekte wählte Kedelv gerne solide, abgerundete Formen und kontrastierende, leuchtende und modische Farben. Kedelvs Engagement mit Flygsfors dauerte sieben Jahre, jedoch wurde nach seinem Ausscheiden hier noch für längere Zeit nach seinen bestehenden Entwürfen gearbeitet.
Zwischen 1956 und 1977 arbeitete Kedelv in der Glasverarbeitung in Reijmyre. Zudem entwarf der Glaskünstler Produkte für die Nybrofabriken in Frøseke und die Glashütte in Fåglaviks.

## Werke (Auswahl)
- Coupe de forme libre, 1955
- Dogbone, Vase, 1959
- Kvinnotorso, Bordlampe
- Coquille, dekorative Glas-Ensembles in einheitlicher farblicher Gestaltung, mit in der Themenfarbe variierenden Sets.

## Museen
- Smålands museum, Sveriges glasmuseum, Växjö[5]
- Glasmuseum Frauenau